# Prionolejeunea grata
Prionolejeunea grata là một loài Rêu trong họ Lejeuneaceae. Loài này được (Gottsche) Schiffner miêu tả khoa học đầu tiên năm 1893.